# Руховичи
Рухо́вичи (бел. Руховічы, полес. Руховэчэ) — деревня в Кобринском районе Брестской области Белоруссии. Входит в состав Дивинского сельсовета.
По данным на 1 января 2016 года население составило 170 человек в 69 домохозяйствах.
В деревне расположен магазин.

## География
Деревня расположена в 14 км к юго-востоку от города и станции Кобрин и 59 км к востоку от Бреста, на автодороге Р127 Кобрин-Дивин.

## История
Населённый пункт известен с 1563 года как село в Кобринском экономии Векликого княжества Литовского, 11 волок земли. В 1747 году Руховичы — имение в Кобринском ключе одноименной экономии, граничило с поместьем Луцкого иезуитского коллегиума Болота.
После третьегого раздела Речи Посполитой (1795) имение оказалось в составе Российской империи, в Кобринском уезде, с 1801 года — в Гродненской губернии. Деревня Руховичи обозначена на карте 1886 года. В 1897 году деревня в Блоцкой (Болотской) волости, 59 дворов 395 жителей, 1649 десятин земли (на 1890), работал хлебозапасный магазин. В 1905 году в деревне 512 жителей, в 1911 году — 446 жителей.
С 1921 года деревня в составе Польши, в Блоцкой гмине Кобринского повета Полесского воеводства, в деревне насчитывалось 77 домов, 398 жителей. В 1930-е годы имелась школа.
С 1939 года в составе БССР, с 15 января 1940 года в Дивинском районе Брестской области, с 12 октября 1940 года до 30 октября 1959 года в Хабовичском сельсовете, с 8 августа 1959 года — в Кобринском районе. В 1940 году деревня, 106 дворов, 452 жителей, действовала начальная школа. В Великую Отечественную войну оккупирована немецко-фашистскими захватчиками с июня 1941 года до июля 1944 года. В 1950 году 35 хозяйств объединили в колхоз имени Жданова (председатель Ю. Лазарчук).
Согласно переписи 1959 года Руховичи насчитывали 314 жителей, в 1970 году — 451 жителя (на территории Киселевецкого сельсовета). В 1999 году в деревне насчитывалось 96 хозяйств, 225 жителей, деревня входила в состав колхоза имени Кутузова (с 2004 года СПК «Кутузовский»; центр — деревня Хабовичи). Есть магазин, клуб.
В разное время население составляло:
- 1999 год: 96 хозяйств, 225 человек;
- 2009 год: 180 человек;
- 2016 год[2]: 69 хозяйств, 170 человек;
- 2019 год[1]: 130 человек.

## Уроженцы
В Руховичах родился и жил поэт Василий Лазарчук (1912—1996).